# Rajčetine
Rajčetine (cyr. Рајчетине) – wieś w Serbii, w okręgu jablanickim, w gminie Crna Trava. W 2011 roku liczyła 21 mieszkańców.